# Pergam (Rupat)
Pergam is een bestuurslaag in het regentschap Bengkalis van de provincie Riau, Indonesië. Pergam telt 1944 inwoners (volkstelling 2010).